# Kevin Magnussen
Kevin Jan Magnussen (n. 5 octombrie 1992, Roskilde, Roskilde Amt, Danemarca) este un pilot de curse danez ce a concurat ultima oară în 2024 în Campionatul Mondial de Formula 1 pentru echipa Haas. El este fiul fostului pilot de curse Jan Magnussen.
Magnussen și-a început cariera în Formula 1 ca pilot de teste pentru McLaren în 2012, și și-a făcut debutul ca pilot titular în sezonul din 2014, concurând alături de veteranul Jenson Button. S-a clasat pe locul 2 în prima sa cursă, Marele Premiu al Australiei din 2014. A continuat să conducă pentru McLaren în 2014, fiind înlocuit apoi de Fernando Alonso în 2015, atribuindu-și doar rolul de pilot de teste în acel sezon. A semnat cu Renault pentru sezonul din 2016, înainte de a se muta la Haas începând cu 2017.
La Marele Premiu de la São Paulo din 2022, el a obținut primul său pole position din carieră, și primul pentru un pilot danez în Formula 1.

## Copilăria și viața personală
Kevin Jan Magnussen s-a născut pe 5 octombrie 1992 în orașul Roskilde din Danemarca. Magnussen este fiul fostului pilot de Formula 1 Jan Magnussen. Vărul său Dennis Lind este, de asemenea, pilot de curse. Kevin și-a început aventura în sporturile cu motor la vârsta de 12 ani concurând în competițiile de carting.
Magnussen a locuit în Woking, Surrey, lângă Centrul de tehnologie McLaren în timp ce concura pentru McLaren. În 2019, Magnussen s-a căsătorit cu Louise Gjørup într-o ceremonie privată. Au două fiice, prima născută în 2021 și a doua născută în 2023. Locuiește în Copenhaga cu familia sa.

## Cariera în Formula 1

### Mclaren (2014-2015)

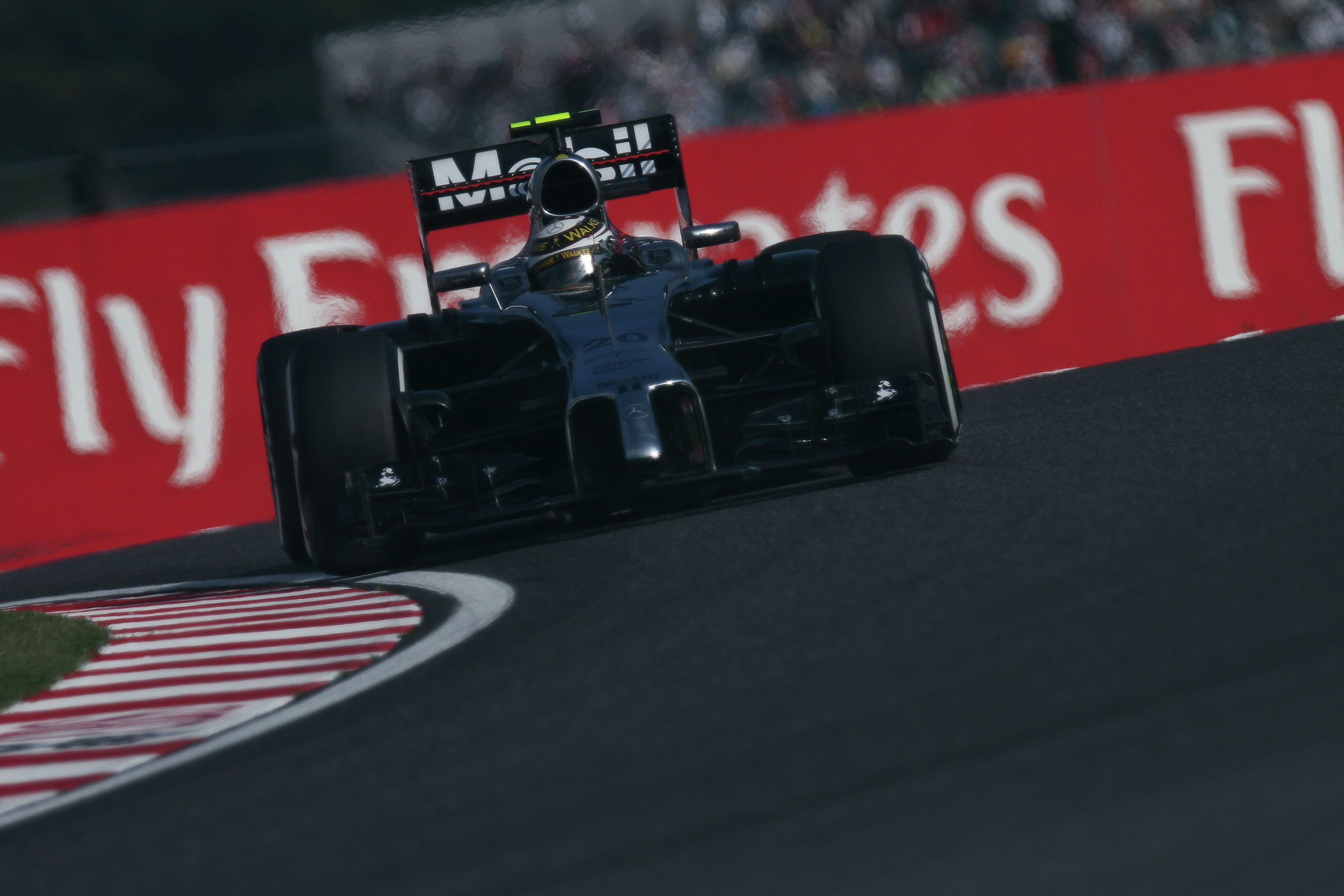
Magnussen în antrenamentele pentru, conducând un Mclaren MP4-29.

Magnussen a avut o ascensiune rapidă în lumea Formulei 1, debutând ca pilot de teste pentru McLaren în 2012. Performanțele sale în cadrul testului „Young Driver” din Abu Dhabi au fost remarcabile, reușind să stabilească cel mai rapid tur al testului de trei zile. Acest succes i-a permis să obțină superlicența FIA, un pas esențial pentru a deveni pilot activ în Formula 1.
Când McLaren a avut nevoie de un înlocuitor pentru Sergio Pérez în sezonul 2014, Magnussen a fost alegerea naturală datorită rezultatelor sale promițătoare. La debutul său din Marele Premiu al Australiei, Magnussen a obținut un impresionant loc doi, beneficiind și de descalificarea lui Daniel Ricciardo. Magnussen a înregistrat alte unsprezece clasări în puncte pe parcursul anului, majoritatea fiind clasări pe locul nouă sau zece; dar a reușit și două clasări pe locul șapte în Austria și Marea Britanie - circuite în care avea experiență anterioară din formulele de juniori - și o clasare pe locul cinci în Rusia.
În 2015, odată cu sosirea experimentatului Fernando Alonso la McLaren, Magnussen și-a asumat rolul de pilot de teste, contribuind la dezvoltarea monopostului echipei și rămânând implicat în sportul de elită. Totuși, Magnussen a participat la o cursă, Marele Premiu al Australiei, după ce medicii l-au sfătuit pe Alonso să nu concureze din cauza unei contuzii suferite în timpul unui accident în timpul testelor de presezon. Cu toate acestea, Magnussen nu a reușit să ia startul în cursă după ce a suferit o defecțiune la motor în turul de formare. Magnussen și McLaren au reziliat contractul la sfârșitul anului.

### Renault (2016)
La începutul anului 2016 au apărut zvonuri neconfirmate conform cărora Magnussen urma să-l înlocuiască pe Pastor Maldonado la Renault, în urma unei rupturi de contract între Maldonado și echipă. Renault achiziționase Lotus F1 Team și revenea în sport după o pauză de patru ani. Renault a confirmat ulterior că Magnussen s-a alăturat campaniei lor din 2016, fiind partenerul debutantului Jolyon Palmer.

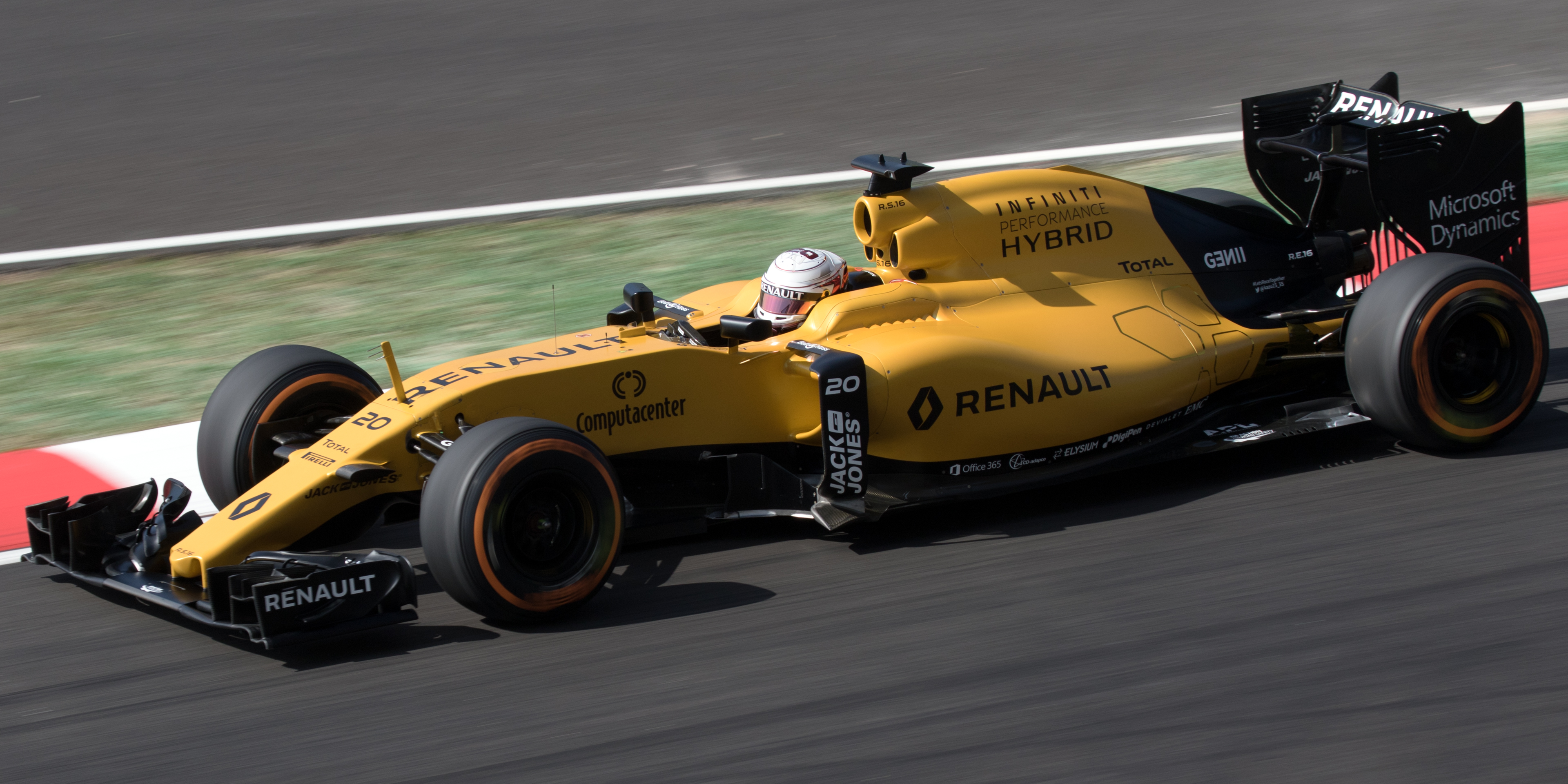
Magnussen în Marele Premiu al Malaysiei din 2016

Începutul de sezon al lui Magnussen a fost marcat de o serie de incidente. A suferit o pană în primul tur în Australia și a terminat pe locul 12. A fost nevoit să plece de pe linia boxelor în Bahrain, după ce nu a oprit la cântar în timpul antrenamentelor. A suferit apoi un accident în antrenamentele pentru Marele Premiu al Chinei după o pană la un pneu și nu a putut termina cursa decât pe locul 17. Magnussen s-a ciocnit cu coechipierul său Palmer în Spania și a primit o penalizare de timp de zece secunde, apoi a avut un alt accident în antrenamentele de la Monaco înainte de a se ciocni cu Daniil Kveat în cursă. El a fost nevoit să rateze calificările din Canada după ce a avariat din nou mașina în timpul antrenamentelor, și a plecat de pe linia boxelor în Azerbaidjan când mașina sa a fost modificată în condiții de parc fermé. Marele Premiu al Rusiei a fost o excepție de la aceste incidente; după ce s-a calificat pe locul 17, el a revenit și a terminat pe locul 7 în ceea ce avea să fie în cele din urmă cel mai bun rezultat pentru Renault din sezon.
Magnussen a avut o defecțiune la cutia de viteze în ultimele tururi ale Marelui Premiu al Marii Britanii. El a suferit un accident de mare viteză în virajul complex Eau Rouge-Raidillon în timp ce alerga pe locul 8 la Marele Premiu al Belgiei, provocând răni ușoare și aducând steagul roșu. Magnussen a obținut al doilea și ultimul său rezultat în puncte al sezonului cu locul 10 în MP al statului Singapore din 2016. Alte două abandonuri mecanice au venit înainte de finalul sezonului; pierdere de putere în MP al Malaysiei din 2016 și avarierea suspensiei în MP de la Abu Dhabi din 2016. Magnussen a terminat sezonul pe locul 16 în campionat, obținând șapte din cele opt puncte ale Renault în acel sezon.

### Haas (2017-2020, 2022-2024)

#### 2017

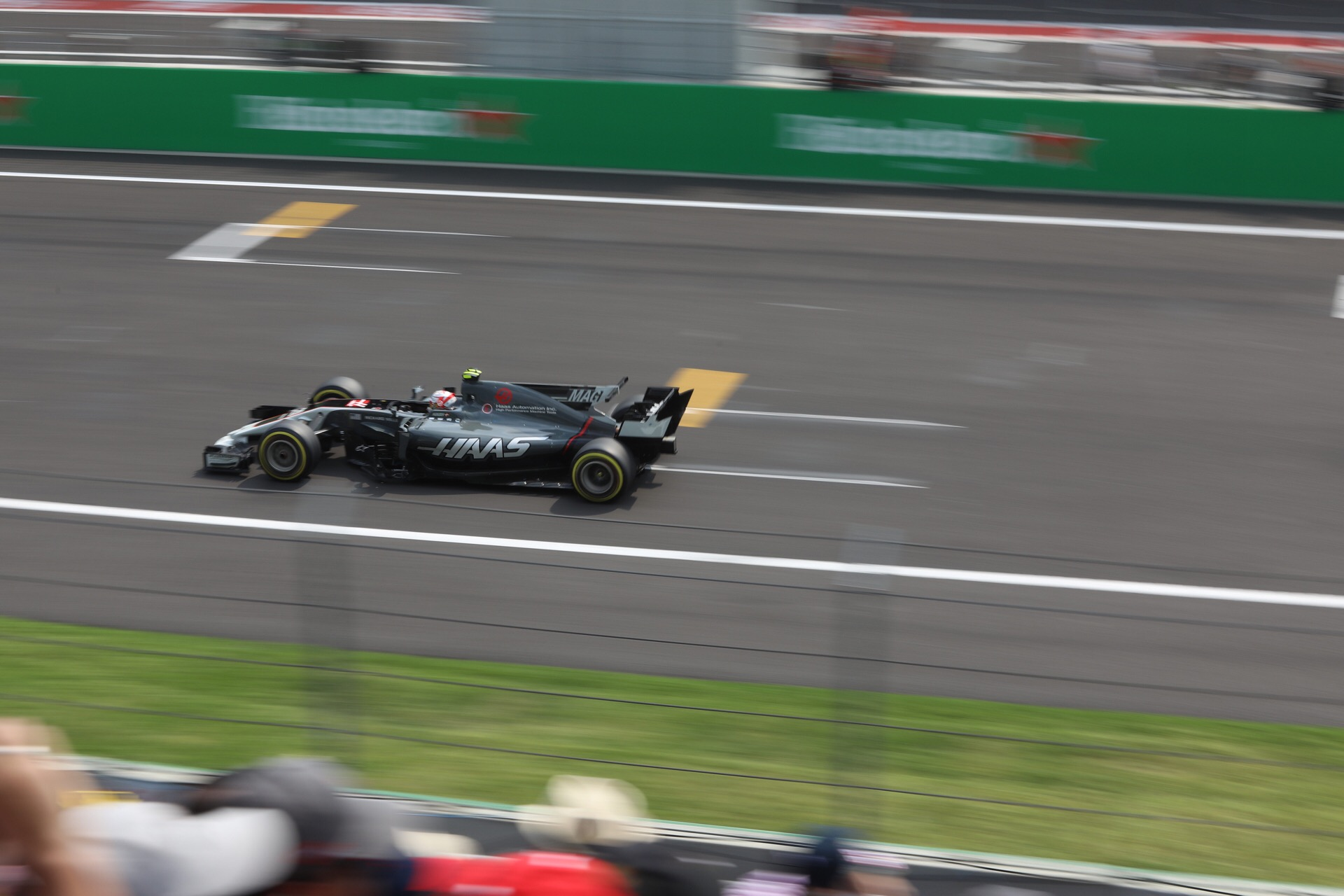
Magnussen în.

Magnussen s-a alăturat echipei Haas în 2017, fiind coechipier cu Romain Grosjean și înlocuindu-l pe Esteban Gutiérrez. Debutul său cu echipa, în Australia, s-a încheiat cu un abandon din cauza a ceea ce inițial s-a crezut a fi o defecțiune a suspensiei, dar ulterior s-a dovedit a fi un abandon inutil cauzat de o pană. El a obținut puncte cu o clasare pe locul opt în China, dar s-a retras din cauza unor probleme electrice în Bahrain. În ciuda unei prestații bune în Spania, o coliziune cu Daniil Kveat l-a coborât pe locul 14. A obținut un punct în Monaco cu locul 10, contribuind la prima clasare dublă în puncte pentru Haas. În Azerbaidjan, Magnussen a ajuns la un moment dat pe locul 3 înainte de a termina pe locul 7, cel mai bun rezultat al său din acest an.
A urmat o cădere la mijlocul sezonului, fără niciun punct în șapte curse. Problemele au inclus o defecțiune hidraulică în Austria și o problemă la motor în Singapore. Condusul său agresiv din Ungaria l-a scos de pe pistă pe Nico Hülkenberg, ceea ce a dus la tensiuni între cei doi după cursă.  La sfârșitul sezonului, el a obținut două clasări pe locul 8 în Japonia și Mexic, dar a abandonat cursa după o coliziune cu Stoffel Vandoorne în Brazilia.
Magnussen a încheiat sezonul pe locul 14 în clasamentul piloților, cu 19 puncte, în urma coechipierului Grosjean, cu nouă puncte. Anul său a arătat sclipiri de potențial și competitivitate, dar a fost marcat de abandonuri, defecțiuni mecanice și incidente controversate.

#### 2018

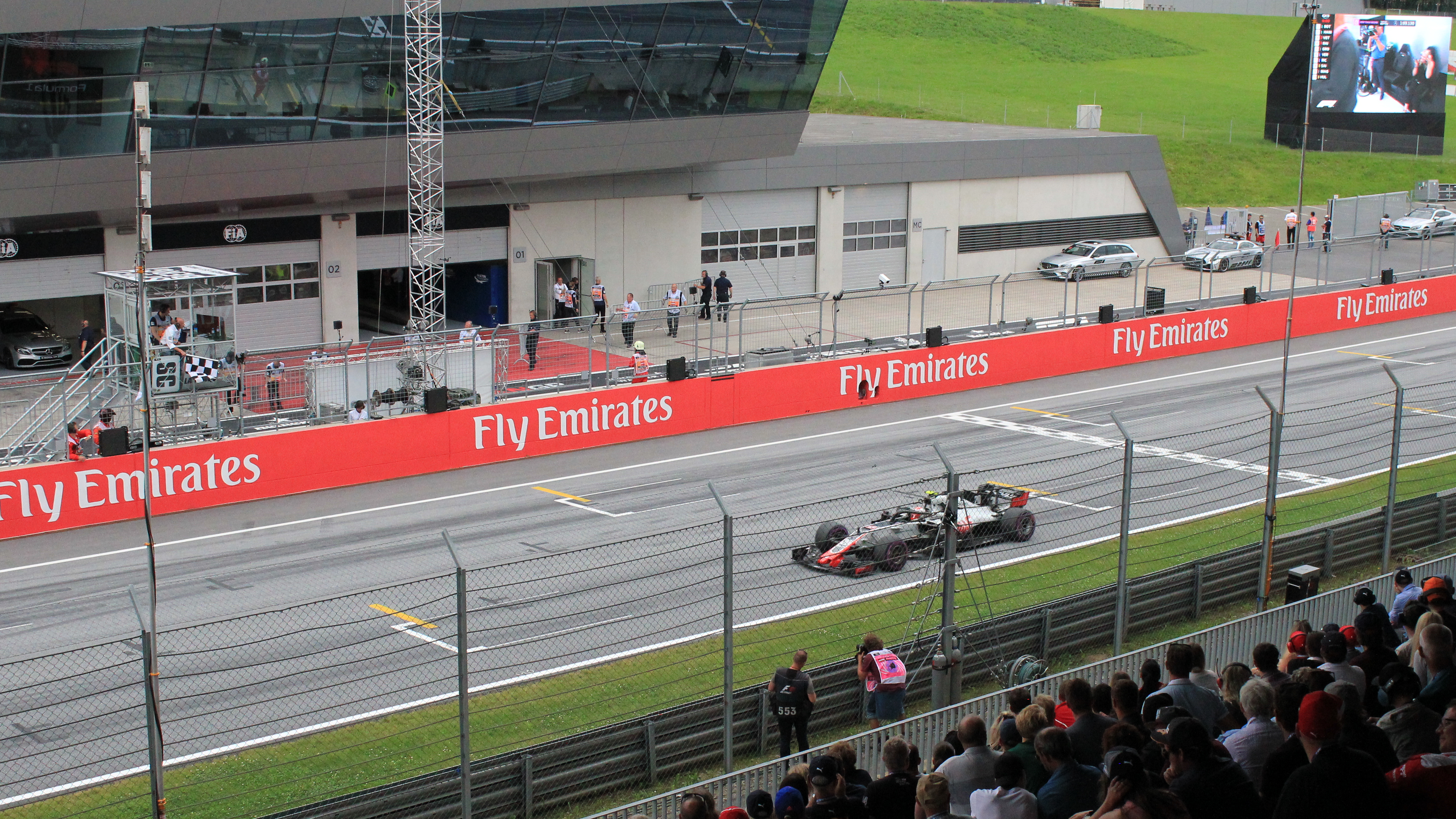
Magnussen s-a calificat pe locul 8 pentru și a terminat cursa pe locul 5, egalând cea mai bună clasare din sezon.

Magnussen și-a păstrat locul la Haas în 2018, alături de Grosjean. Beneficiind de VF-18 mult îmbunătățit, care i-a permis să concureze în partea din față a plutonului central, început în forță, calificându-se pe locul 5 în Australia, cea mai bună poziție pe grilă pentru Haas vreodată. Cu toate acestea, ambele mașini Haas au abandonat în urma unor erori la opririle la boxe. Magnussen și-a revenit cu un loc 5 în Bahrain, cel mai bun rezultat al său din 2014 încoace. El a obținut puncte în mod constant și clasări mult peste cele din sezonul precedent, cum ar fi locul 6 în Spania și Franța și locul 5 în Austria, în spatele coechipierului Grosjean, în cel mai bun rezultat al echipei. Au urmat alte puncte, cu rezultate în Marea Britanie (locul 9), Ungaria (locul 7) și Belgia (locul 8). Controversele au apărut la Marele Premiu al Azerbaidjanului după o coliziune cu Pierre Gasly, care a criticat condusul defensiv al lui Magnussen. Ciocniri similare au avut loc cu Fernando Alonso în Italia și Charles Leclerc în Japonia, unde o pană l-a forțat pe Magnussen să abandoneze.
Magnussen a atins, de asemenea, etape importante, stabilind primul cel mai rapid tur pentru Haas în Singapore și calificându-se pe locul 5 în Rusia, unde a terminat pe locul 8. La Marele Premiu al Statelor Unite, a terminat pe locul 9, dar a fost descalificat pentru depășirea limitei de combustibil. El a încheiat sezonul cu puncte în Brazilia (locul 9) și Abu Dhabi (locul 10). Magnussen a terminat pe locul 9 în campionatul piloților, cu 56 de puncte, cel mai bun rezultat al carierei sale, și cu 19 puncte în fața coechipierului Grosjean.

#### 2019
În 2019, Magnussen a condus din nou alături de Romain Grosjean. Anul nu a început bine pentru el, după seriile de ciocniri cu coechipierul său și tensiunea din echipă, a marcat doar 19 puncte în primele 12 curse, ceea ce nu a fost aproape de parcursul lui din aceeași etapă a sezonului 2018. După un an dificil pentru Haas, Magnussen a marcat puncte în doar patru curse. El a încheiat campania cu 20 de puncte, cu 12 mai mult decât coechipierul său și a terminat pe locul 16 în Campionatul Mondial.

#### 2020
Primele două runde ale campionatului din 2020 de pe Red Bull Ring s-au dovedit a fi dificile pentru Magnussen și Haas, deoarece mașina VF-20 era în afara ritmului. În primele momente ale Marelui Premiu al Ungariei, Magnussen era pe locul trei, grație unei decizii de strategie la începutul cursei. În timp ce în cele din urmă a căzut în spate pe toată durata cursei, a reușit să treacă linia de sosire de pe locul 9. După cursă, s-a stabilit că Haas a încălcat regulile în ceea ce privește comunicarea echipei, mecanicii spunându-le ambilor piloți să intre la boxe la sfârșitul turului de formare, iar lui Magnussen i s-a acordat o penalizare de zece secunde. Acest lucru l-a retrogradat pe locul 10 iar Magnussen a revendicat primul său punct al anului și al lui Haas. Magnussen a suferit o defecțiune a unității de putere la Marele Premiu al Italiei și a abandonat cursa după un accident cu multe mașini la Marele Premiu al Toscanei, al cincilea abandon în nouă curse. Magnussen a părăsit Haas la sfârșitul anului 2020 după cel mai slab sezon din carieră, în care a terminat pe locul 20 în campionatul piloților cu doar un punct obținut.

#### 2022

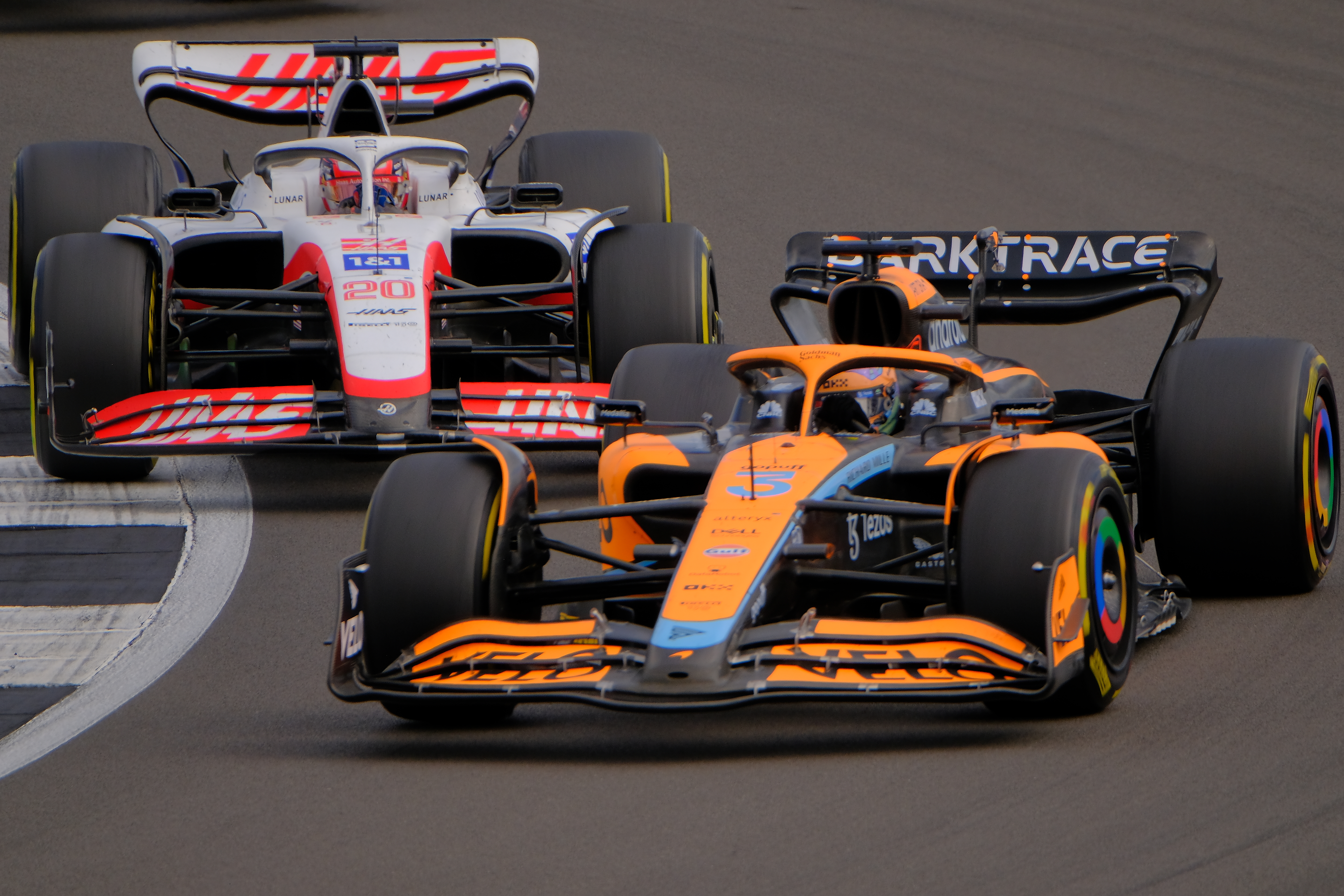
Magnussen (spate) într-un duel cu Daniel Ricciardo (față) în timpul Marelui Premiu al Marii Britanii din 2022.

A revenit în sport un an mai târziu, în 2022, tot la Haas, după ce pilotului rus Nikita Mazepin i s-a reziliat unilateral contractul. El l-a avut coechipier pe germanul Mick Schumacher. În Bahrain, Magnussen a reușit să se califice pe locul 7 și să termine cursa pe locul 5, obținând una dintre cele cinci clasări în top-5 din istoria lui Haas până în acel moment. În Marele Premiu al Arabiei Saudite din 2022, a ajuns în Q3 și s-a calificat pe locul zece. Mai târziu, el a transformat rezultatul într-un loc 9, asigurând puncte consecutive Haas pentru prima dată din 2019. Magnussen a terminat pe locul 10 la Silverstone, coechipierul său, Mick Schumacher, terminând pe locul opt, oferind lui Haas un prim dublu-punctaj din Germania 2019 încoace, și perechea va continua această serie prin marcarea din nou de puncte în runda următoare în Austria, în ciuda faptului că danezul s-a confruntat cu probleme la motor în timpul cursei.
La Marele Premiu de la São Paulo din 2022, Magnussen a ocupat primul pole position al său și al lui Haas în Formula 1. Magnussen s-a calificat pe primul loc după ce George Russell a răsucit în virajul 4, scoțând un steag roșu în timpul căruia condițiile pistei s-au deteriorat, ceea ce a înseamnat că niciun pilot nu a putut stabili un timp mai rapid decât înainte de accident. Magnussen a devenit doar al doilea pilot din istoria F1 care a stabilit un pole pentru o echipă non-Ferrari folosind un motor Ferrari, la 14 ani după ce Sebastian Vettel a făcut acest lucru pentru Toro Rosso la Marele Premiu al Italiei din 2008. În cele din urmă, el avea să termine cursa de sprint pe locul 8 și se va retrage din Marele Premiu în turul de deschidere în urma unei coliziuni cu Daniel Ricciardo.

#### 2023
Magnussen a continuat cu Haas și pentru sezonul 2023, avându-l drept coechipier pe Nico Hülkenberg. Magnussen a avut dificultăți cu mașina echipei, Haas VF-23, întrucât aceasta nu funcționa bine cu stilul de condus preferat de Magnussen. În plus, VF-23 a avut o gestionare proastă a anvelopelor, ceea ce a făcut ca ambii piloți să piardă timp în comparație cu rivalii pe parcursul cursei, deși această problemă a fost gestionată mai bine de Hülkenberg. Magnussen a avut probleme în calificări în comparație cu coechipierul său, dar a avut performanțe bune la Miami și Singapore (calificându-se al patrulea, respectiv al șaselea), și a terminat în puncte de trei ori de-a lungul sezonului, obținând locul zece la Marele Premiu al Arabiei Saudite, Miami și Singapore. Magnussen a rezumat sezonul declarând: „Nu au existat momente importante [...] au existat curse în care am fost extrem de mulțumit [de locul 10], ceea ce, știți, arată doar ce fel de sezon am avut.”

#### 2024

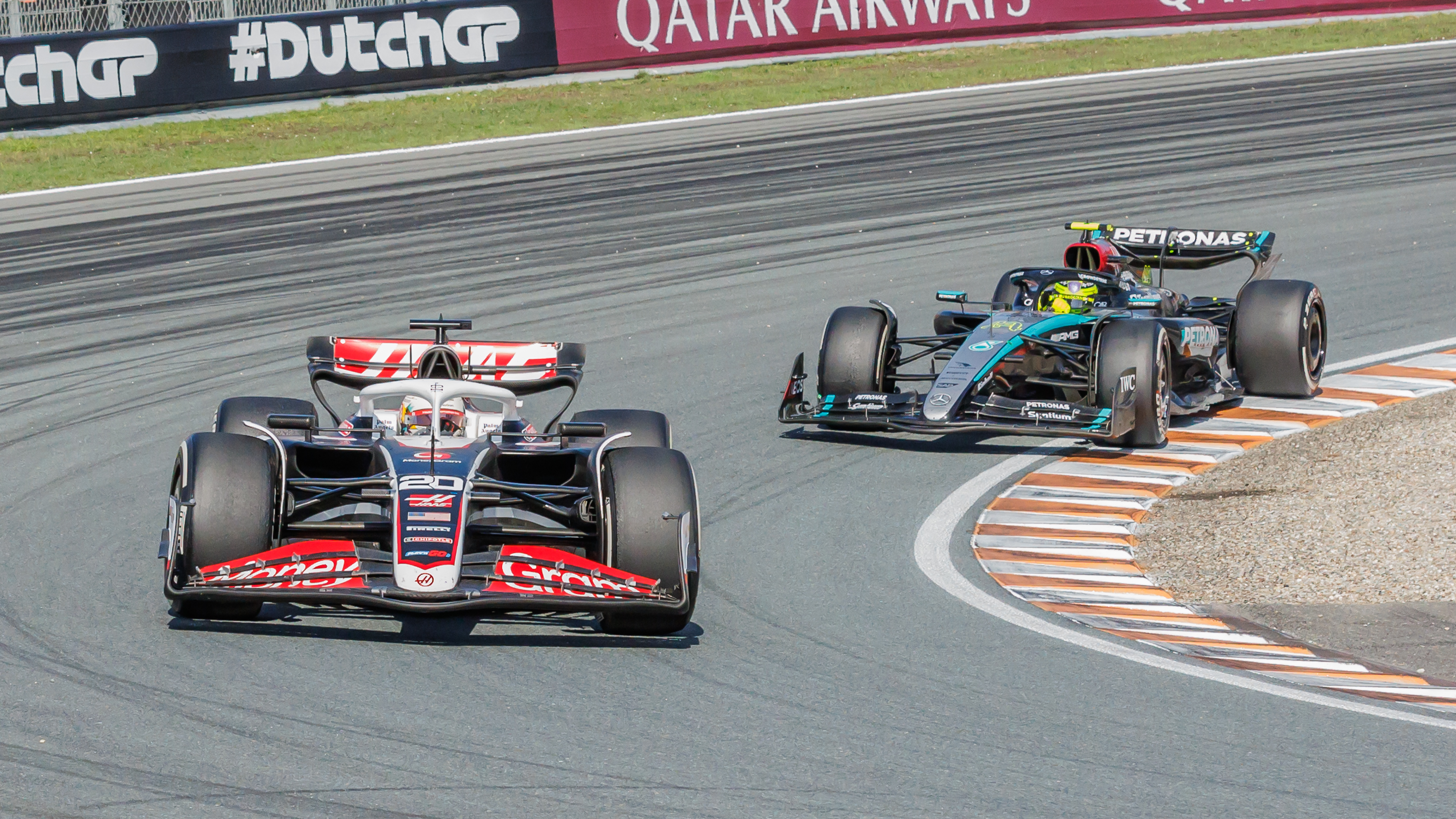
Magnussen în fața lui Lewis Hamilton în.

Sezonul 2024 al lui Magnussen cu Haas a fost un amestec de suișuri si coborâșuri înainte de plecarea sa anunțată la sfârșitul anului. El a început cu locul 12 în Bahrain și locul 11 în Arabia Saudită, unde a primit două penalizări de zece secunde. În Australia, a terminat pe locul 10, contribuind la prima clasare dublă în puncte pentru Haas din 2022 încoace. Un accident cu Sergio Pérez la Monaco a pus capăt cursei sale, în timp ce un start puternic în Canada, pe locul 4 la început, a dus la locul 12 din cauza întârzierilor la opririle la boxe. El a avut probleme în Spania, terminând pe locul 17, dar a obținut locul 8 în Austria, ajutându-l pe Hülkenberg să ajungă pe locul 6.
Înainte de Marele Premiu al Ungariei, Magnussen a anunțat că va părăsi Haas la sfârșitul sezonului. În Italia, el a terminat pe locul 9, dar a fost penalizat pentru o coliziune cu Pierre Gasly, coborând pe locul 10. Penalizarea a condus la o interdicție pentru o cursă, devenind astfel primul pilot de la Romain Grosjean în 2012 care a fost suspendat dintr-o cursă de Formula 1. A obținut locul 7 în Ciudad de México, realizând cea mai bună clasare a sa din sezon. Înlocuitorul său pentru 2025, Oliver Bearman, l-a înlocuit în Azerbaidjan și mai târziu la São Paulo, unde Magnussen nu s-a simțit bine.
A mai obținut apoi un loc nouă în Qatar și a realizat cel mai rapid tur al cursei în Marele Premiu de la Abu Dhabi, ultima cursă a sezonului și ultima sa cursă pentru Haas. A încheiat sezonul pe locul 15 în campionatul piloților după ce a acumulat 16 puncte și a părăsit Formula 1 după zece sezoane petrecute în acest sport.

## Parcursul în Formula 1
| Legendă      | Legendă                                                |
| Culoare      | Rezultat                                               |
| ------------ | ------------------------------------------------------ |
| Auriu        | Câștigător                                             |
| Argintiu     | Locul 2                                                |
| Bronz        | Locul 3                                                |
| Verde        | Alte locuri care punctează                             |
| Albastru     | Alte locuri                                            |
| Albastru     | Nu s-a clasat, dar a terminat cursa (NC)               |
| Purpuriu     | A abandonat cursa (Ab)                                 |
| Negru        | Descalificat (DSC)                                     |
| Alb          | Nu a luat startul (NS)                                 |
| Roșu         | Nu s-a calificat (NSC)                                 |
| Fără culoare | Retras înainte de calificări (Ret)                     |
| Fără culoare | Exclus (EX)                                            |
| Fără culoare | Nu a participat (celulă goală)                         |
| Adnotare     | Însemnătate                                            |
| P            | Pole position                                          |
| R            | Cel mai rapid tur                                      |
| 1            | Poziția finală în cursa sprint                         |
| *            | Nu a terminat, dar a parcurs mai mult de 90% din cursă |

| Sezon | Echipă  | Șasiu  | Motor                          | 1      | 2      | 3       | 4      | 5       | 6       | 7      | 8      | 9      | 10      | 11     | 12     | 13     | 14      | 15      | 16     | 17     | 18      | 19      | 20     | 21       | 22     | 23    | 24      | Poz. | Puncte |
| ----- | ------- | ------ | ------------------------------ | ------ | ------ | ------- | ------ | ------- | ------- | ------ | ------ | ------ | ------- | ------ | ------ | ------ | ------- | ------- | ------ | ------ | ------- | ------- | ------ | -------- | ------ | ----- | ------- | ---- | ------ |
| 2014  | McLaren | MP4-29 | Mercedes PU106A Hybrid 1,6 V6t | ESP 2  | MAL 9  | BHR Ab  | CHN 13 | ESP 12  | MCO 10  | CAN 9  | AUT 7  | GBR 7  | DEU 9   | HUN 12 | BEL 12 | ITA 10 | SGP 10  | JPN 14  | RUS 5  | USA 8  | BRA 9   | ABU 11  | N/A    | N/A      | N/A    | N/A   | N/A     | 11   | 55     |
| 2015  | McLaren | MP4-30 | Honda RA615H Hybrid 1,6 V6t    | AUS NS | MAL    | CHN     | BHR    | ESP     | MCO     | CAN    | AUT    | GBR    | HUN     | BEL    | ITA    | SGP    | JPN     | RUS     | USA    | MEX    | BRA     | ABU     | N/A    | N/A      | N/A    | N/A   | N/A     | —    | 0      |
| 2016  | Renault | R.S.16 | Renault R.E.16 1,6 V6t         | AUS 12 | BHR 11 | CHN 17  | RUS 7  | ESP 15  | MCO Ab  | CAN 16 | EUR 14 | AUT 14 | GBR 17* | HUN 15 | DEU 16 | BEL Ab | ITA 17  | SGP 10  | MAL Ab | JPN 14 | USA 12  | MEX 17  | BRA 14 | ABU Ab   | N/A    | N/A   | N/A     | 16   | 7      |
| 2017  | Haas    | VF-17  | Ferrari 062 1,6 V6t            | AUS Ab | CHN 8  | BHR Ab  | RUS 13 | ESP 14  | MCO 10  | CAN 12 | AZE 7  | AUT Ab | GBR 12  | HUN 13 | BEL 15 | ITA 11 | SGP Ab  | MAL 12  | JPN 8  | USA 16 | MEX 8   | BRA Ab  | ABU 13 | N/A      | N/A    | N/A   | N/A     | 14   | 19     |
| 2018  | Haas    | VF-18  | Ferrari 062 EVO 1,6 V6t        | AUS Ab | BHR 5  | CHN 10  | AZE 13 | ESP 6   | MCO 13  | CAN 13 | FRA 6  | AUT 5  | GBR 9   | DEU 11 | HUN 7  | BEL 8  | ITA 16  | SGP 18R | RUS 8  | JPN Ab | USA DSC | MEX 15  | BRA 9  | ABU 10   | N/A    | N/A   | N/A     | 9    | 56     |
| 2019  | Haas    | VF-19  | Ferrari 064 1,6 V6t            | AUS 6  | BHR 13 | CHN 13  | AZE 13 | ESP 7   | MCO 14  | CAN 17 | FRA 17 | AUT 19 | GBR Ab  | DEU 8  | HUN 13 | BEL 12 | ITA Ab  | SGP 17R | RUS 9  | JPN 15 | MEX 15  | USA 18* | BRA 11 | ABU 14   | N/A    | N/A   | N/A     | 16   | 20     |
| 2020  | Haas    | VF-20  | Ferrari 065 1,6 V6t            | AUT Ab | STI 12 | HUN 10  | GBR Ab | 70A Ab  | ESP 15  | BEL 17 | ITA Ab | TOS Ab | RUS 12  | EIF 13 | PRT 16 | EMR Ab | TUR 17* | BHR 17  | SKR 15 | ABU 18 | N/A     | N/A     | N/A    | N/A      | N/A    | N/A   | N/A     | 20   | 1      |
| 2022  | Haas    | VF-22  | Ferrari 066/7 1,6 V6t          | BHR 5  | SAU 9  | AUS 14  | EMR 89 | MIA 16* | ESP 12  | MCO Ab | AZE Ab | CAN 17 | GBR 10  | AUT 78 | FRA Ab | HUN 16 | BEL 16  | NLD 15  | ITA 16 | SGP 12 | JPN 14  | USA 9   | CMX 17 | SAP 8AbP | ABU 17 | N/A   | N/A     | 13   | 25     |
| 2023  | Haas    | VF-23  | Ferrari 066/10 1,6 V6t         | BHR 13 | SAU 10 | AUS 17* | AZE 13 | MIA 10  | MCO 19* | ESP 18 | CAN 17 | AUT 18 | GBR Ab  | HUN 17 | BEL 15 | NLD 14 | ITA 18  | SGP 10  | JPN 15 | QAT 14 | USA 14  | CMX Ab  | SAP Ab | LVG 13   | ABU 20 | N/A   | N/A     | 19   | 3      |
| 2024  | Haas    | VF-24  | Ferrari 066/10 1,6 V6t         | BHR 12 | SAU 12 | AUS 10  | JPN 13 | CHN 16  | MIA 19  | EMR 12 | MCO Ab | CAN 12 | ESP 17  | AUT 8  | GBR 12 | HUN 15 | BEL 14  | NLD 18  | ITA 10 | AZE EX | SGP 19* | USA 711 | CMX 7  | SAP      | LVG 12 | QAT 9 | ABU 16R | 15   | 16     |
| Sezon | Echipă  | Șasiu  | Motor                          | 1      | 2      | 3       | 4      | 5       | 6       | 7      | 8      | 9      | 10      | 11     | 12     | 13     | 14      | 15      | 16     | 17     | 18      | 19      | 20     | 21       | 22     | 23    | 24      | Poz. | Puncte |